# Tokyo Indoor 1994
Il Tokyo Indoor 1994 è stato un torneo di tennis giocato sintetico indoor. È stata la 17ª edizione del Tokyo Indoor, che fa parte della categoria Championship Series nell'ambito dell'ATP Tour 1994. Si è giocato a Tokyo in Giappone dal 10 al 16 ottobre 1994.

## Campioni

### Singolare maschile
Goran Ivanišević' ha battuto in finale  Michael Chang con il punteggio di 6–4, 6–4

### Doppio maschile
Grant Connell /  Patrick Galbraith hanno battuto in finale  Byron Black /  Jonathan Stark con il punteggio di 6–3, 3–6, 6–4